# Evan Bourne
Matthew Joseph Korklan, född 19 mars 1983, är en amerikansk showbrottare för WWE. Han debuterade 20 oktober 2000 och blev därför den första person under 18 års ålder att få tillstånd att börja med wrestling i Missouri. Korklan är känd både som Matt Sydal och Evan Bourne. 2011 vann han Tag Team titeln tillsammans med Kofi Kingston och de kallar sig Air Boom. Hans stil är lucha libre inspirerad, vilken innebär mycket sparkar och högt tempo.

## Karriären.

### Början av karriären 2000–2003
Korklan började träna för GCW (Gateway Championship Wrestling) och tränade och hade matcher under deras program under namnet Matt under några år.

### Varierande Wrestling förbund 2004–2007
Han kom sedan till Independent Wrestling Association Mid-South i slutet av 2003 och vann där deras Light Heavyweight titel och höll den cirka sex månader, mellan januari 2004 och juni 2004. Han skulle sedan komma att ansluta sig till National Wrestling Alliance (NWA) där han vann och höll deras NWA Midwest X Divisions titel under nästan ett år, men vann tillbaka den i en tag team match tillsammans med Daize Haze, mot Delirious och MsChif. Han förlorade den ett kort tag, cirka 4 månader, varefter han lämnade NWA för Independent Wrestling Association Mid-South (IWA).

### Attackarsenal
Avslutare/Finisher: Air Bourne (Shooting star press från högsta repet)
Signaturer/Signatures: Frankensteiner (Hoppande hurricanrana från högsta repet)